# Brazzaville
Brazzaville – największe miasto, stolica administracyjna i finansowa Konga, położone nad rzeką Kongo. Miasto zamieszkuje ponad 2,1 mln osób, co stanowi ponad jedną trzecią (35%) ludności tego kraju. Naprzeciwko Brazzaville, po drugiej stronie rzeki, znajduje się Kinszasa (stolica Demokratycznej Republiki Konga), gdzie żyje ponad 17 milionów osób. Konurbację obu miast zamieszkuje około 20 milionów ludzi. Jest to jedyny przypadek na świecie, w którym stolice dwóch państw leżą naprzeciwko siebie na dwóch brzegach rzeki.

## Historia
Brazzaville zostało założone w 1880 r. w miejscu miasteczka zwanego Nkuna przez francuskiego odkrywcę Pierre’a Savorgnana de Brazzę, od którego nazwiska pochodzi nazwa miasta. Lokalny lider plemienia Bateke podpisał z Brazzą porozumienie o ochronie, włączając te tereny do francuskich kolonii. Miasto zostało zbudowane w cztery lata później jako przeciwwaga dla Kinszasy należącej do kolonii belgijskiej. Od października 1880 do maja 1882 przed przejęciem terenu przez Belgów strzegł mały oddział senegalskiego sierżanta Malamina Camary. Na konferencji berlińskiej w 1884 tereny te zostały oficjalnie uznane za własność Francji. Miasto stało się stolicą Konga Francuskiego, a następnie Francuskiej Afryki Równikowej obejmującej swym zasięgiem Gabon, Republikę Środkowoafrykańską oraz Czad. W 1924 oddano do użytku linię kolejową Congo-Océan, łączącą miasto z Pointe-Noire.

## Transport
Miasto jest połączone 502 km linią kolejową z leżącym na atlantyckim wybrzeżu portem Pointe-Noire.
Jest także ważnym portem rzecznym na rzece Kongo, posiadając połączenie z portem rzecznym Bangi oraz połączenie promowe do Kinszasy. Leżące w dolnym biegu Kongo Wodospady Livingstone’a uniemożliwiają transport rzeczny w kierunku ujścia rzeki do Atlantyku.
Miasto jest obsługiwane przez Międzynarodowy Port Lotniczy Maya-Maya.

## Miasta partnerskie
- Drezno, Niemcy[3]
- Olathe, Stany Zjednoczone[3]
- Kinszasa, Demokratyczna Republika Konga[3]
- Weihai, Chiny[3]
- Dakar, Senegal
- Reims, Francja